# Nishesh Basavareddy
Nishesh Basavareddy (* 2. Mai 2005 in Newport Beach, Kalifornien) ist ein US-amerikanischer Tennisspieler.

## Karriere
Basavareddy ist bis 2023 auf der ITF Junior Tour spielberechtigt, spielte aber nur bis September 2022. Das letzte Turnier, das er spielte, das Grand-Slam-Turnier der US Open gewann er mit Ozan Baris als an acht gesetzte Paarung. Nachdem er 2020 weniger spielte und 2021 lange Zeit verletzt war, verbesserte er sich im Jahresverlauf sehr schnell, zeitweise gewann er 22 von 23 gespielten Matches. Zwei der, wie den Grand Slams, Kategorie Grade A zugehörigen Turniere konnte er im Einzel für sich entscheiden. Im Doppel gewann er neben den US Open noch ein weiteres Grade-A-Turnier. In der Jugend-Rangliste erreichte er Rang 4 – ein Jahr zuvor hatte er nur knapp in den Top 1000 gestanden. 2019 gehörte er zum Team der USA, das den Junior-Davis-Cup-Titel gewann.
Bei den Profis spielte Basavareddy 2022 seine ersten drei Turniere. Gleich sein erstes im Doppel auf der ITF Future Tour konnte er für sich entscheiden. Beim ersten Auftritt auf der ATP Challenger Tour in Indianapolis verlor er in zwei Sätzen gegen den Setzlistenersten Peter Gojowczyk im Tie-Break. Im Einzel und Doppel ist er jeweils außerhalb der Top 1000 in der Weltrangliste notiert. Mitte 2022 begann er ein Studium an der Stanford University, wo er auch zum College-Tennis-Team gehört.

## Erfolge
| Legende (Anzahl der Siege) |
| Grand Slam                 |
| ATP Finals                 |
| ATP Tour Masters 1000      |
| ATP Tour 500               |
| ATP Tour 250               |
| ATP Challenger Tour (2)    |

### Einzel

#### Turniersiege
| Nr. | Datum             | Turnier         | Belag     | Finalgegner     | Ergebnis  |
| --- | ----------------- | --------------- | --------- | --------------- | --------- |
| 1.  | 6. Oktober 2024   | Tiburon         | Hartplatz | Eliot Spizzirri | 6:1, 6:1  |
| 2.  | 24. November 2024 | Puerto Vallarta | Hartplatz | Liam Draxl      | 6:3, 7:64 |